# Dead Clade Walking
Dead Clade Walking (volně přeloženo přežívající/kráčející vymřelý klad) je termín, používaný pro klad (vývojovou skupinu) organismů, přežívajících krátce po masovém vymírání, který je však již ve stadiu postupného vymírání a je početně i jinak značně oslaben (přežívá nicméně ještě dalších několik milionů let). Ve fosilním záznamu je taková situace poměrně častá například u některých mořských bezobratlých (např. měkkýšů). Podobně se uvažuje také o potenciálních paleocenních dinosaurech, ale doposud nalezené fosilní záznamy toto naznačující nejsou obecně přijímané.
Název tohoto jevu vymyslel paleontolog David Jablonski v roce 2002, a to podle filmu Dead Man Walking.